# Transener
Transener S.A. (Compañía de Transporte de Energía Eléctrica en Alta Tensión) ist ein argentinisches Unternehmen mit Sitz in Buenos Aires.
Das Unternehmen betreibt ein Hochspannungsleitungsnetz von ca. 12.400 km Länge, die um 6.228 Kilometer Leitungen der Tochtergesellschaft Transba S.A. ergänzt werden.

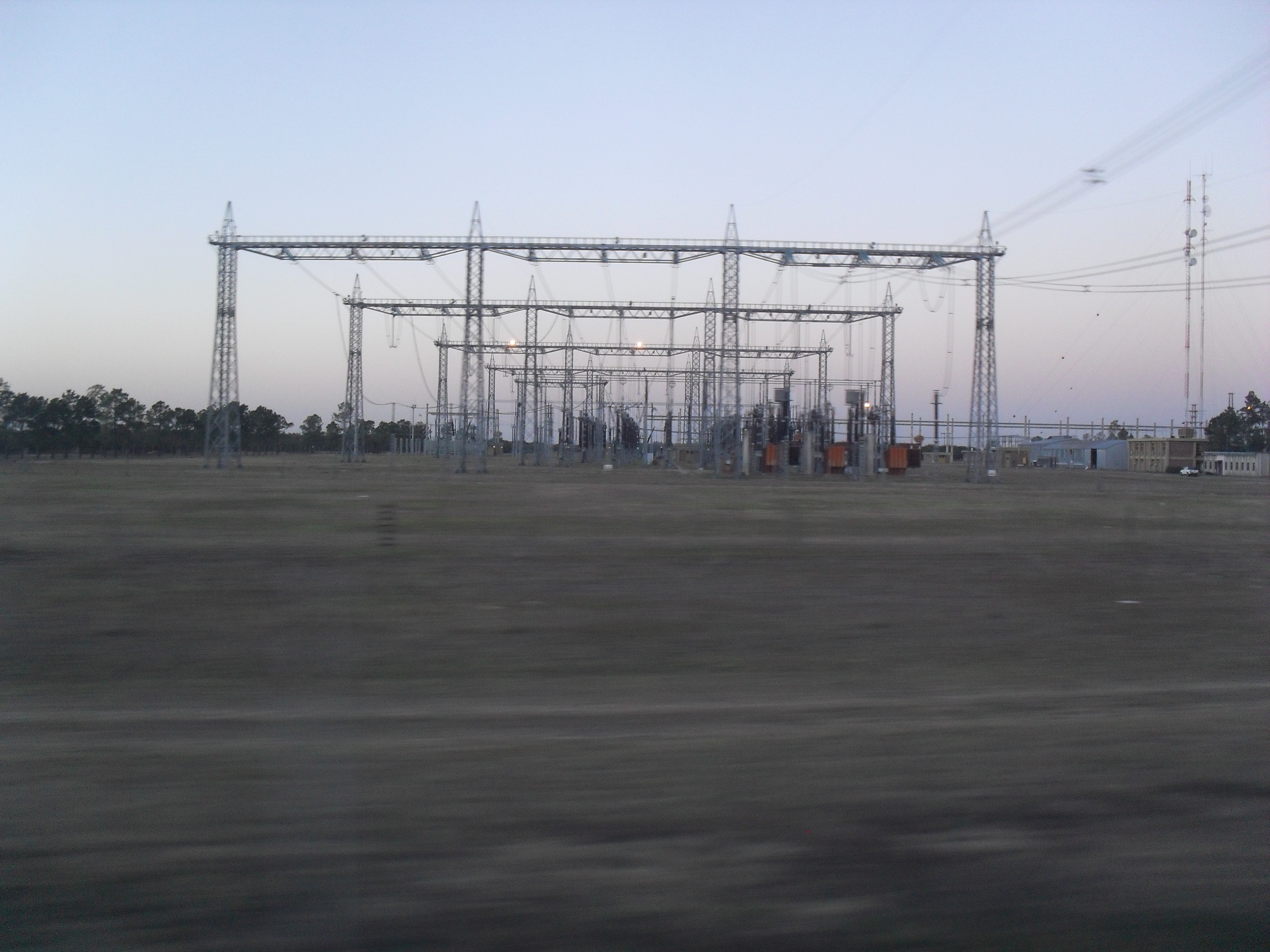
Anlage Transener, Montecristo, Provinz Córdoba

Damit verfügt die Firma über ca. 85 % des 500-kV-Hochspannungsnetzes in Argentinien.
Ca. 51 % der Aktien (Klasse A) werden von Citelec S.A. gehalten, 49 % (Klasse B) sind an der Börse platziert. 50 % der Aktien an Citelec S.A. werden von Pampa Energía gehalten, einem der größten Stromversorger in Argentinien, die anderen 50 % von Integración Energética Argentina Sociedad Anónima (IEASA), einer Firma, die im Öl- und Energiesektor tätig ist.
Transener ist an der Bolsa de Comercio de Buenos Aires (Börse von Buenos Aires) notiert und Teil des Aktienindexes MERVAL, des wichtigsten Börsenindikators in Argentinien.

## Geschichte
Transener wurde im Rahmen des Privatisierungsprozesses des Hochspannungs-Stromtransportsystems 1993 gegründet. Im gleichen Jahr erwarb Citelec S.A. die Mehrheit an Transener. 1997 privatisierte die Provinz Buenos Aires Transba S.A. Im Jahr 2000 wurden 25 % der Aktien der Klasse B, die im Besitz des Staates Argentinien waren, an der Börse zum Kauf angeboten. Im Jahr 2005 unterzeichneten Transener und Transba die UNIREN-Abkommen. 2010 unterzeichneten Transener und Transba eine Instrumentalvereinbarung zum UNIREN-Vertragsgesetz, die 2013 erneuert wurde. 2016 unterschrieben Transener und Transba eine neue Vereinbarung mit der Secretaría Energía Eléctrica und der Ente Nacional Regulador de la Electricidad (ENRE).